# Nokia OS
Nokia OS (NOS) är det operativsystem som används i Nokias enklare telefoner. Till skillnad från företagets övriga operativsystem för mobiltelefoner, Symbian och Maemo, klassificeras inte enheter med Nokia OS som smartphones. I allmänhet kallas sådana enheter för Javamobiler.

## Grafiska skal
Det finns två olika grafiska skal för operativsystemet NOS: S30 och S40. Dessa ska dock inte blandas ihop med S60, vilket är ett grafiskt skal för Symbian OS.